# Bolborhinum geotrupoides
Bolborhinum geotrupoides är en skalbaggsart som beskrevs av François Louis Nompar de Caumont de Laporte 1840. Bolborhinum geotrupoides ingår i släktet Bolborhinum och familjen Bolboceratidae. Inga underarter finns listade.